# Asamblea Legislativa de Dakota del Norte
La Asamblea Legislativa de Dakota del Norte (en inglés: North Dakota Legislative Assembly) es la legislatura estatal (órgano encargado del Poder legislativo) del estado de Dakota del Norte, en Estados Unidos. La Asamblea Legislativa consta de dos cámaras, la Cámara de Representantes de Dakota del Norte, con 94 representantes, que es la cámara baja, y el Senado de Dakota del Norte, con 47 senadores, que es la cámara alta. El estado está dividido en 47 distritos constituyentes, con dos representantes y un senador elegidos por cada distrito. Los miembros de ambas cámaras se eligen sin límite de mandato . Debido a que la Asamblea Legislativa es una legislatura bienal, con la Cámara de Representantes y el Senado sentados por solo 80 días en años impares, un Consejo Legislativo supervisa los asuntos legislativos en los períodos intermedios, realiza estudios a más largo plazo de los problemas y redacta la legislación para su consideración. de ambas casas durante la próxima sesión.
La Asamblea Legislativa se reúne en la cámara oeste del edificio del Capitolio Estatal de Dakota del Norte , en Bismarck.

## Mandatos constitucionales
De acuerdo con el Artículo IV, Sección 1 de la Constitución de Dakota del Norte, el Senado debe estar compuesto por no menos de 40 senadores y no más de 54. Asimismo, la Cámara de Representantes debe estar compuesta por no menos de 80 y no más de 108 representantes. La Sección 2 establece que la Asamblea Legislativa puede dividir el estado en tantos distritos legislativos de territorio compacto y contiguo como senadores haya. Un senador y al menos dos representantes deben ser asignados a cada distrito senatorial y ser elegidos en general o de los subdistritos de esos distritos. La Asamblea Legislativa puede combinar dos distritos senatoriales solo cuando un distrito senatorial de un solo miembro incluye una instalación federal o instalación federal, que contiene más de dos tercios de la población de un distrito senatorial de un solo miembro, y puede prever la elección de senadores en general y representantes en general de los subdistritos de esos distritos.
Además de un período de cuatro años para ambas cámaras de la Asamblea Legislativa, la Sección 3 establece que la mitad de los miembros del Senado y la mitad de los miembros de la Cámara de Representantes deben ser elegidos cada dos años. Originalmente, la Constitución de Dakota del Norte limitaba a los miembros de la Cámara de Representantes de Dakota del Norte a mandatos de dos años, y todos los representantes se presentaban a la reelección al mismo tiempo. En 1996, los votantes aprobaron una enmienda constitucional que cambió el mandato de los representantes a cuatro años con mandatos escalonados. La enmienda entró en vigor el 1 de julio de 1997 y se aplicó por primera vez en las elecciones de 1998. Todos los estatutos aprobados por la Asamblea Legislativa y firmados por el gobernador pasan a formar parte del Código del Siglo de Dakota del Norte .

## Requisitos
Los miembros de ambas cámaras elegidos para la Asamblea Legislativa deben ser, el día de la elección, un elector calificado de su distrito de origen y deben ser residentes de Dakota del Norte durante un año inmediatamente antes de su elección.

## Administración legislativa
Debido a la naturaleza bienal de la legislatura, la gestión legislativa proporciona la legislación, la investigación, los informes de los comités y los testimonios durante los períodos intermedios. La Gestión Legislativa está formada por 17 legisladores, incluidos los líderes mayoritarios y minoritarios de ambas cámaras y el presidente de la Cámara. El Presidente nombra a otros seis representantes, tres del partido mayoritario y tres del partido minoritario, según lo recomendado por los líderes mayoritarios y minoritarios, respectivamente. El vicegobernador, como presidente del Senado, nombra cuatro senadores de la mayoría y dos de la minoría según lo recomendado por los líderes de la mayoría y la minoría, aunque el presidente del Senado no forma parte de la Gestión Legislativa.

## Lugares de encuentro

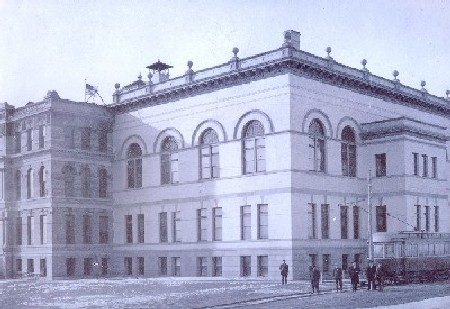
El primer edificio del Capitolio del Estado a principios del.

Construido entre 1883 y 1884, el edificio del capitolio estatal territorial original (y más tarde) sirvió como hogar de la Asamblea Legislativa hasta la mañana del 28 de diciembre de 1930, cuando el edificio original se incendió. Durante el incendio, el secretario de Estado, Robert Byrne guardó la copia original de la constitución estatal, pero sufrió cortes y quemaduras en las manos al romper una ventana para alcanzar el documento. En el período intermedio sin capitolio, la Asamblea Legislativa se reunió tanto en el War Memorial Building como en el City Auditorium de Bismarck. Con la aprobación del gobernador George F. Shafer, el actual, con estilo Art Deco, fue construido como reemplazo entre 1931 y 1934 en medio de la Gran Depresión .